# Temognatha pictipes
Temognatha pictipes es una especie de escarabajo del género Temognatha, familia Buprestidae. Fue descrita científicamente por Blackburn en 1894.